# Grez (España)
Grez es un lugar español del municipio de Urraúl Bajo, perteneciente a la Comunidad Foral de Navarra.

## Toponimia
El lugar es conocido como Geretz en euskera.

## Historia
Hacia mediados del siglo XIX, el lugar, ya por entonces perteneciente a Urraúl Bajo, tenía contabilizada una población de 74 habitantes. Aparece descrito en el octavo volumen del Diccionario geográfico-estadístico-histórico de España y sus posesiones de Ultramar de Pascual Madoz con las siguientes palabras:

GREZ: l. del ayunt. y valle de Urraul bajo, en la prov. y c. g. de Navarra, aud. terr. y dióc. de Pamplona (6 leg.), part. jud. de Aoiz (2). sit. al E. del valle y en parage algo pendiente á la falda de un monte; clima templado y saludable: tiene 9 casas, igl. parr. (San Esteban), servida por un vicario y 2 beneficiados, de provision de S. M. y del cabildo de Roucesvalles en sus meses respectivos, y por un sacristan; hay una ermita y cementerio: para beber y demas usos domésticos, aprovechan los vecinos las aguas de una fuente, que aunque de mala calidad, la prefieren á la del r. y á la de la regata que viene de Turrillas. El térm. se estiende 1/2 hor. de N. á S. y otra 1/2 de E. á O., y confina N. Artajo; E. Artienda; S. San Vicente, y O. Turrillas: dentro de esta circunferencia hay monte con arbolado de roble, y con matas de bojes y enebros. El terreno es de buena calidad, pero poco productivo por ser muy seco; le cruza por la izq. del pueblo el r. Irati, que lo fertiliza como tambien la susodicha regata: no faltan los pastos, y á las orillas del r. abundan los chopos. Los caminos son locales: el correo se recibe por el balijero del valle. prod.: trigo, cebada, avena, maiz, vino y menuzales; cria ganado vacuno y lanar, caza de perdices, liebres y conejos; pesca de anguilas, barbos, truchas y madrillas. pobl.: 9 vec., 74 alm. contr. y riqueza con el valle. (V.)
(Madoz, 1847, p. 593)

En 2023, la entidad singular de población tenía empadronados 9 habitantes.

## Patrimonio

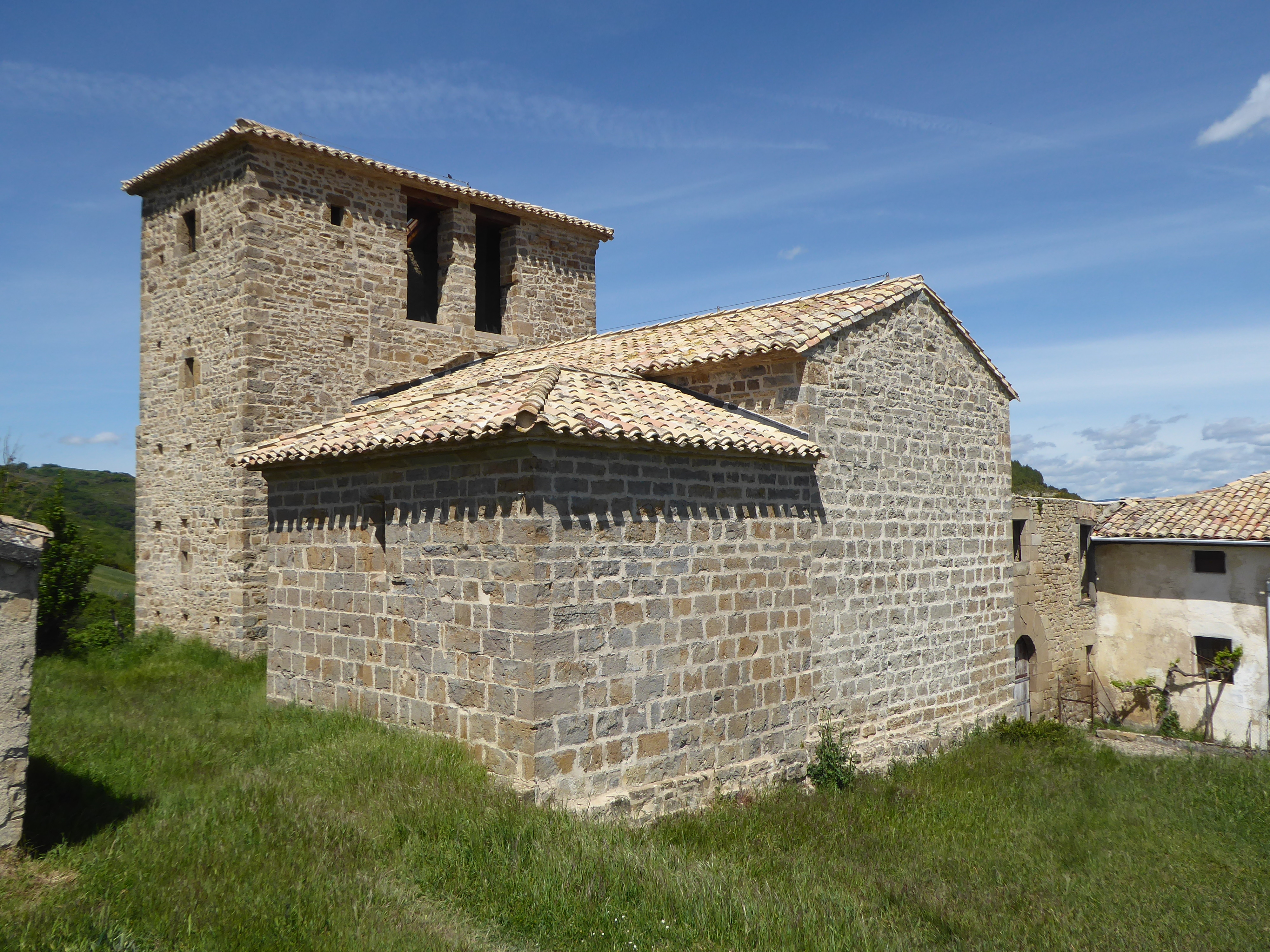
La iglesia de San Sebastián y Santa Quiteria

Hay en el lugar una iglesia de San Sebastián y Santa Quiteria.